# Occitan cispyrénéen
L’occitan cispyrénéen appelé occitan transpyrénéen selon le point de vue est un dialecte d’occitan qui se parlait dans plusieurs localités du Sud des Pyrénées au Moyen Âge. En  particulier en Aragon et en Navarre dans les villes de Estella-Lizarra, Jaca et Pampelune où il coexistait avec les langues basque et navarroaragonaise. La Navarre péninsulaire a vu aussi le développement d'une scripta juridique occitane entre le XIIIe et le XIVe siècle.

## Présentation

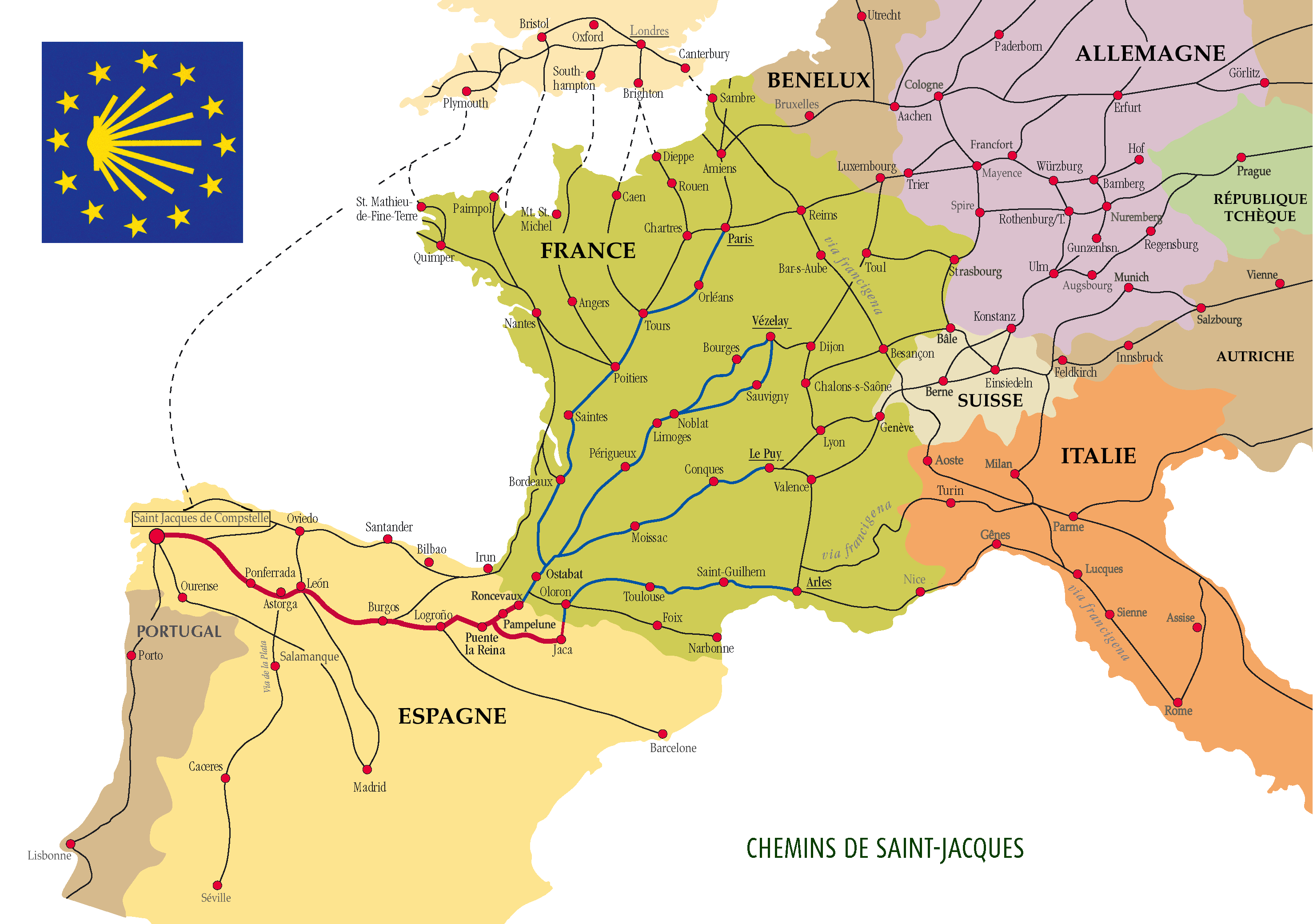
Chemins de Saint-Jacques de Compostelle.

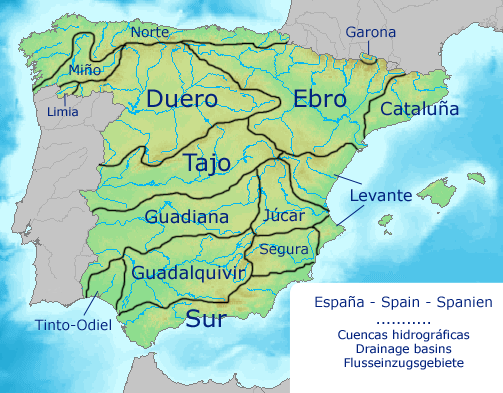
Bassin de l'Èbre (Ebro) au nord.

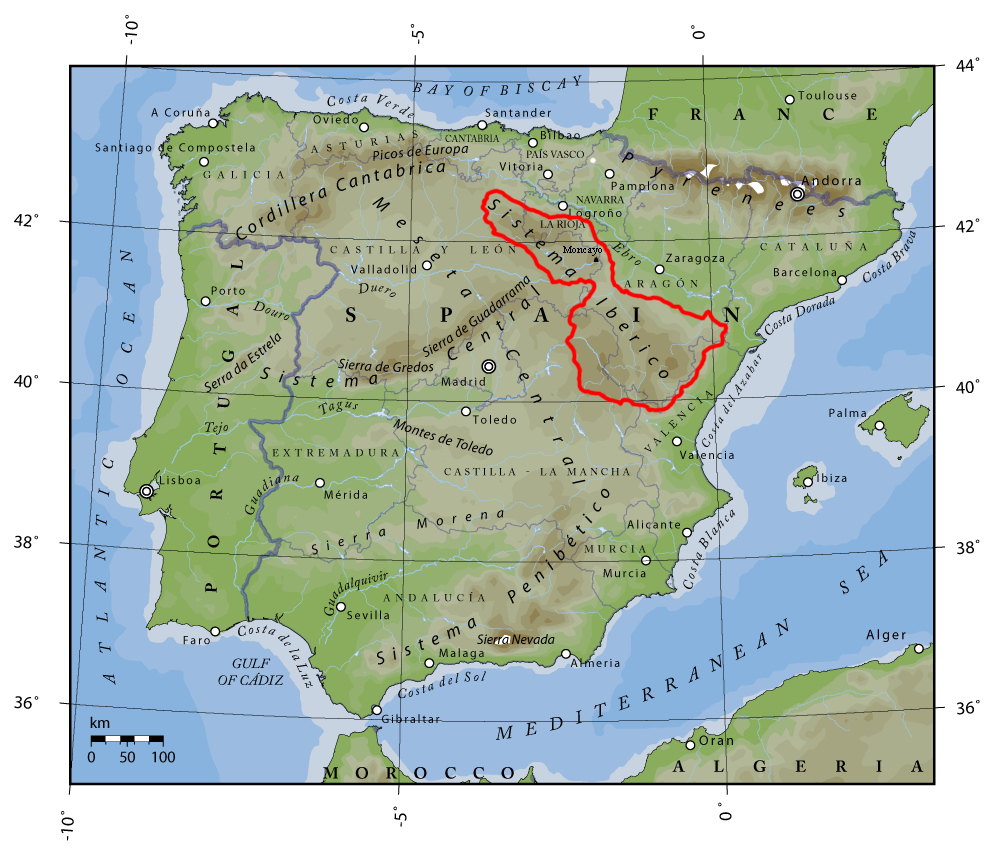
Localisation du Système ibérique.

L'occitan fut amené par des personnes originaires d’Occitanie, appelées localement francos; nommés ainsi car ils étaient supposés provenir du royaume de France, mais aussi parce que cette population bénéficiait de privilèges particuliers. Ils s’établirent dans les villes basques et aragonaises situées au sud des Pyrénées. Le long du chemin de Saint-Jacques, les commerçants et artisans occitans y étaient en contact avec les pèlerins, qui souvent eux aussi parlaient l’occitan. Le repeuplement occitan a moins bien maintenu sa langue dans des zones plus méridionales comme la ‘’vallée de l’Èbre’’ ou le ‘’Système ibérique’’ parce que d’une part les occitans n’avaient pas autant de contacts avec des gens de leur pays et d’autre part parce qu'il leur était facile d'apprendre et d’utiliser les langues romanes des populations aragonaises, navaraises, ou mozarabes avec qui ils coexistaient. 
À Jaca (Aragon), l'occitan a été parlé jusqu'à la fin du XIIIe siècle ou jusqu’au début du XIVe siècle. À Estella-Lizarra et à Pampelune (Navarre), son usage a perduré jusqu'au XVIe siècle. 
Des traces de l’emploi de cette langue sont visibles par l’ancienne présence de troubadours de langue occitane et l’existence de nombreux documents officiels, spécialement les Établissements de Jaca et différentes rédactions des Fors de Jaca. 
Les Établissements de Jaca (Establimentz de Jaca) ont été les ordonnances ou  Fors de la ville de Jaca. Ils furent écrits au XIIIe siècle en occitan et présentent de nombreux traits gascons. 
Voici un extrait des Établissements :

« X) E nos tot lo poble de Iacca mayors e menors presentz e 
auenidors estos establimentz qui sobre son escriutz confirmam 
e autreyam. e prepagatz de els nos tenim, elas iuras che 
uos ditz iuratz els proomnes de Iacca fetz, autreyam che de 
nostre mandament la fetz. chuals iuras establim e posam 
sobre nos. et en nos. e sobre nostra fe. e sobre nostra 
credença. che las tienguam e las façam fidelmentz tenir assi 
com de sobre escriut »

En raison de la présence de l'occitan en Haut Aragon, l’aragonais présente de nombreux occitanismes puisque dans les zones frontalières de l’Aragon se parlait le gascon.
Que l’occitan soit parlé à Jaca attira l’attention de l’auteur médiéval de la Cronica de los estados peninsulares. Il écrivit en aragonais :

« Item, Ennego Ariesta ante que fues rey alzavase en una penya e mont quel dicen sobre Uruel, cerca de Iacca; e dalli facia sus cavalgadas, et con el sus companyeros, que eran la maor partida gascons, poblaron Iacca, que depues aca fablan a semblante de gascons pues pareze que d'Aragon fueron los reyes e descienden. »

### Sources et bibliographie
- (oc) Cet article est partiellement ou en totalité issu de l’article de Wikipédia en occitan intitulé « Occitan transpirenenc » (voir la liste des auteurs).

- Luis Santomá Juncadella, Cuatro documentos notariales medievales en occitano cispirenaico aragonés del Archivo de la catedral de Jaca., Universidad Complutense de Madrid, Alazet: Revista de filología, ISSN 0214-7602, no 18, 2006, p. 171-184 (es).
- Luis Santomá Juncadella, La coherencia lingüística de los documentos en occitano cispirenaico aragonés del siglo XIII, Revista de filología románica, ISSN 0212-999X, no 24, 2007, p. 171-195 (es).
- Luís Santomá Juncadella, El entorno lingüístico del occitano cispirenaico aragonés del siglo XIII. Universidad complutense de Madrid, Departamento de Filología Románica, 2012
- Ricardo Ciérbide Martirena, La Lengua de los francos de Estella : intento de interpretación. Archivo de filología aragonesa Zaragoza [T.] 48-49 (1992/1993), p. 9-45